# Aliona Okhloupina
Aliona Igorievna Okhloupina (Алёна Игоревна Охлупина), née le 21 août 1964 à Moscou (URSS), est une actrice russe de théâtre classique.

## Biographie
Aliona Okhloupina naît dans une famille d'acteurs. Elle est la fille de Natalia Vilkina (1945-1991), actrice du théâtre Maly, et d'Igor Okhloupine (artiste du peuple de la RSFSR) et la petite-fille d'un acteur de Sverdlovsk, Léonide Okhloupine. Elle poursuit ses études à l'école-studio du MKhat dont elle sort diplômée en 1985 dans la classe de Vassili Markov. Elle est engagée ensuite dans la troupe du théâtre Maly de Moscou, dont elle est aujourd'hui une des actrices principales.
Aliona Okhloupina est nommée en 2006 artiste du peuple de la fédération de Russie.

## Quelques rôles

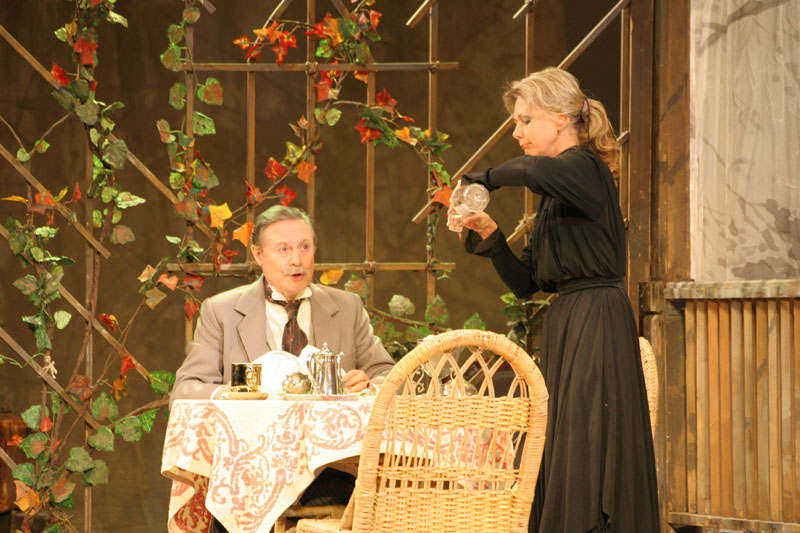
Une des scènes de La Mouette de Tchékhov au théâtre Maly.

### au théâtre Maly
- 1986 — « Le Dadais » de Fonvizine — Sophie
- 1993 — «Не было ни гроша, да вдруг алтын» d'Ostrovski — Nastia
- 1996 — «La Mouette» de Tchékhov, mise en scène de V. N. Dragounov — Macha
- 1998 — «Трудовой хлеб» d'Ostrovski, mise en scène d'A. V. Korchounov — Polyxène
- 2000 — «Le Malheur d'avoir trop d'esprit» de Griboïedov, mise en scène de Sergueï Jenovatch — la jeune comtesse
- 2004 — «Les Trois sœurs»  de Tchékhov — Olga
- 2012 — «Les Monstres sacrés» de Cocteau — Charlotte

### Filmographie
- 1986 — L'Aéroport, de la porte de service (Аэропорт со служебного входа) de Boris Iachine — Tania
- 1989 — Homme ou femme (То мужчина, то женщина) — Léna
- 1990 — Notre datcha (Наша дача)
- 1991 — Amour (Любовь, Lioubov) de Valeri Todorovski
- 1992 — J'espère en toi  (На тебя уповаю) d'Elena Tsyplakova